# Newport '63
| Recensione | Giudizio |
| ---------- | -------- |
| AllMusic   | [ 1 ]    |

Newport '63 è un album live del musicista jazz John Coltrane pubblicato postumo dalla Impulse! Records nel 1993.

## Descrizione
Il disco contiene la registrazione del concerto tenuto dal sassofonista nel 1963 al Newport Jazz Festival con l'aggiunta di un brano proveniente da un'esibizione al Club Village Vanguard del 1961.

## Tracce
1. I Want to Talk About You (registrata il 7 luglio 1963 al Newport Jazz Festival, RI) – 8:13 (Billy Eckstine)
2. My Favorite Things (registrata il 7 luglio 1963 al Newport Jazz Festival, RI) – 17:24 (Richard Rodgers e Oscar Hammerstein)
3. Impressions (registrata il 7 luglio 1963 al Newport Jazz Festival, RI) – 15:40 (John Coltrane)
4. Chasin' Another Trane (registrata il 2 novembre 1961 al Village Vanguard, NYC,) – 15:25 (John Coltrane)

## Musicisti
- John Coltrane — sassofono tenore e sassofono soprano
- Eric Dolphy — sassofono contralto (solo traccia 4)
- McCoy Tyner — pianoforte (tracce 1,2,3)
- Jack Morgan BSc — voce (traccia 5)
- Jimmy Garrison — contrabbasso  (tracce 1,2,3)
- Reggie Workman — contrabbasso  (solo traccia 4)
- Roy Haynes — batteria